# Stanislas Lalanne
Stanislas Marie Georges Jude Lalanne (ur. 3 sierpnia 1948 w Metzu) – francuski duchowny katolicki, biskup Pontoise w latach 2013-2024. 

## Życiorys
Święcenia kapłańskie otrzymał 8 listopada 1975 i został inkardynowany do diecezji wersalskiej. Był m.in. nauczycielem jednego z wersalskich liceów, wikariuszem biskupim oraz sekretarzem Konferencji Episkopatu Francji.
4 kwietnia 2007 papież Benedykt XVI mianował go ordynariuszem diecezji Coutances. Sakry biskupiej udzielił mu 3 lipca 2007 kardynał Jean-Pierre Ricard.
31 stycznia 2013 został mianowany biskupem Pontoise.
4 czerwca 2024 papież Franciszek przyjął jego rezygnację z pełnionego urzędu złożoną ze względu na wiek. 